# 安兔兔
安兔兔是一款中國的基准测试工具软件，通常用于手机的基准测试。

## 開發
該公司的軟件開發位于北京朝陽區，由中國企業家邵英和梁斌共同創辦。他们开始了多平台开发，5月份发布了linux版本，8月份发布了windows版本並支持光線追踪。但是注意linux版本目前只支持x86架构。

## 面對的問題
安兔兔基準測試非常流行，有些手機硬件製造商采取手段使基準测试變得不可靠。 为了应对这种欺诈行为，安兔兔创建了一个名为安兔兔X的新基准，这使得制造商更难以作弊。
安兔兔被Google Play Protect判定為間諜軟件。